# 940 Kordula
Kordula (asteroide 940) é um asteroide da cintura principal com um diâmetro de 87,21 quilómetros, a 2,7636432 UA. Possui uma excentricidade de 0,1769946 e um período orbital de 2 247,58 dias (6,16 anos).
Kordula tem uma velocidade orbital média de 16,25373222 km/s e uma inclinação de 6,21545º.
Este asteroide foi descoberto em 10 de Outubro de 1920 por Karl Reinmuth.